# Universidad de Trnava
La Universidad de Trnava (en eslovaco: Trnavská univerzita v Trnave) es una universidad en Trnava, en el oeste de Eslovaquia. El antecedente histórico de la universidad es la Universidad de Nagyszombat (el nombre de Trnav en húngaro, actual Universidad Eötvös Loránd de Budapest) ya que durante los siglos XVII y XVIII funcionó allí.

## Universidad histórica
La universidad jesuita original fue fundada en 1635 por el arzobispo de Esztergom, Péter Pázmány, en el Reino de Hungría. Tenía facultad de artes, facultad de teología, facultad de derecho (desde 1667) y facultad de medicina (desde 1769). La universidad duró 142 años en Trnava después de lo cual se trasladó a Buda en 1777 y finalmente a Pest en 1784. Su sucesora legal es la Universidad Eötvös Loránd en Budapest, Hungría. La Facultad de Teología es ahora la Universidad Católica Pázmány Péter (en Budapest y Esztergom).

## La universidad actual
La universidad actual fue fundada en 1992 y no es la sucesora legal de la institución del siglo XVII. Actualmente cuenta con cinco facultades, cuatro de ellas en Trnava: 
- Facultad de Filosofía y Artes
- Facultad de Educación
- Facultad de Salud y Asistencia Social
- Facultad de Derecho

y una en Bratislava: 
- Facultad de Teología